# Emtricitabin
Emtricitabin, kurz FTC, ist ein chemisches Analogon des Nukleosids Cytidin. Es ist ein Virostatikum aus der Gruppe der Nukleosidischen Reverse-Transkriptase-Inhibitoren (NRTI) und wird als Arzneistoff zur Behandlung von mit HIV-1 und 2 infizierten Patienten im Rahmen einer antiretroviralen Kombinationstherapie eingesetzt. In Kombination mit Tenofovir ist es außerdem Bestandteil gängiger Medikamente zur HIV-Prophylaxe (PrEP und PEP); das Kombinationspräparat ist unter dem Handelsnamen Truvada zugelassen.
Emtricitabin ist ebenfalls gegen HBV wirksam.

## Struktur
Emtricitabin unterscheidet sich vom Medikament Lamivudin strukturell nur im Vorhandensein eines kovalent gebundenen Fluor-Atoms an Position 5 des Pyrimidin-Ringes (siehe Strukturformel).

## Pharmakologie
Das Nukleosid Emtricitabin wird in der Zelle zum Nukleotid phosphoryliert. In Konkurrenz mit dem natürlichen Nukleotid Desoxycytosintriphosphat (dCTP) wird Emtricitabin-triphosphat in die DNA eingebaut. Der Einbau des Didesoxynukleosidtriphosphats führt zum Kettenabbruch und zur Hemmung der viralen reversen Transkriptase.

## Pharmakokinetik
Dank der langen Halbwertszeit (Eliminationshalbwertszeit: 10 h, intrazelluläre Halbwertzeit des Triphosphats: 39 h) ist die einmal tägliche Anwendung möglich.

## Handelsnamen
Monopräparate
- Emtriva [früher Coviracil] (D,[3] A, CH)

Kombinationspräparate
- Atripla (D, A, CH), Truvada (D, A, CH), Eviplera (D, A, CH), Stribild (D, A, CH), Genvoya, Odefsey, Symtuza